# Valeri Valent
Valeri Valent (llatí: Aurelius Valerius Valens) fou un militar i emperador romà (316 – 317), col·laborador de Licini I, el qual el va nomenar per ajudar-lo a controlar la frontera de Dàcia i del qui se'n va desfer pressionat per Constantí el Gran.

## Títols
Sobre els orígens d'Aureli Valeri Valent res no se sap fins que l'emperador Licini I li va donar el títol de dux limitis, amb la responsabilitat de defensar la frontera dels territoris imperials a Dàcia. Poc després va rebre el títol de cèsar. Els historiadors antics pensaven que aquest va ser el màxim títol que va obtenir, però les monedes trobades porten la inscripció: IMP. C. AUR. VAL. VALENS. P. F. AUG., cosa que implica que va tenir també la dignitat d'august.
En la primera guerra civil que va haver entre els exèrcits de Licini I i Constantí el Gran, aquest va obtenir una aclaparadora victòria amb la batalla de Cibalis, l'octubre del 316 (Pannònia) Licini va fugir cap a Adrianòpolis on, amb l'ajut de Valeri Valent, va allistar prou homes per formar un nou exèrcit. Llavors, a començaments de desembre del 316, va elevar Valeri Valent al rang d'august, probablement per assegurar-se de la seva lleialtat. Temps després, Licini empraria la mateixa estratègia durant la segona guerra civil contra Constantí, nomenant august, és a dir, coemperador a Martinià.

## Mort
Després de la derrota de Licini en la batalla de Mardia (Campus Ardiensis) a finals del 316 o començaments del 317, Constantí estava en una posició de superioritat quan es van iniciar les negociacions de pau i va forçar Licini a reconèixer-lo com a cèsar hereu dels territoris governats per ell, cosa que implicava deposar Valeri Valent. Segons l'historiador Pere Patrici el Mestre, Constantí va expressar explícitament el seu disgust per haver-lo nomenat cèsar; Constantí i Linici eren cunyats i pensava que abans que Valeri Valens havien de ser nomenats successors els seus fills, els nebots de Licini.
Licini I no tan sols el va deposar sinó que, a més, el va fer matar, després de signar el tractat de pau a Sàrdica l'1 de març del 317. No se sap si la seva mort va ser una decisió que va prendre Licini per evitar represàlies o si formava part del que es va pactar amb Constantí.